# Узвара
Узвара (латыш. Uzvara) — населённый пункт в Бауском крае Латвии. Административный центр Гайлишской волости. Находится на левом берегу реки Муса неподалёку от латвийско-литовской границы. Расстояние до города Бауска составляет около 12 км. По данным на 2006 год, в населённом пункте проживало 1284 человека.

## История
В советское время населённый пункт входил в состав Гайлишского сельсовета Бауского района. В селе располагался колхоз «Узвара».